# Márványos törpelumma
A márványos törpelumma (Brachyramphus marmoratus) a madarak osztályának lilealakúak (Charadriiformes) rendjébe és az alkafélék (Alcidae) családjába tartozó faj.

## Rendszerezése
A fajt Johann Friedrich Gmelin német természettudós írta le 1789-ben, a Colymbus nembe Colymbus marmoratus néven.

## Előfordulása
A Csendes-óceán északi részén és a Bering-tenger környékén, Kanada, az Amerikai Egyesült Államok és Mexikó területén honos. 
Természetes élőhelyei a mérsékelt övi erdők, tengerpartok, szikes lagúnák, édesvízi mocsarak és tavak, valamint a szárazföldhöz közeli nyílt óceán. Állandó, nem vonuló faj.

## Megjelenése
Testhossza 26 centiméter.

## Életmódja
Főleg halakkal táplálkozik, de gerincteleneket is fogyaszt.

## Szaporodása
Fákon vagy a földön fészkel.
|  |

## Természetvédelmi helyzete
Az elterjedési területe nagyon nagy, egyedszáma is nagy, de gyorsan csökken. A Természetvédelmi Világszövetség Vörös listáján veszélyeztetett fajként szerepel.